# Гувернорат Тулкарм
Гувернорат Тулкарм (арап. محافظة طولكرم) је административни округ и један од 16 палестинских гувернората, који се налази на северозападу Западне обале. Површина гувернората је 268 квадратних километара. Према Палестинском централном бироу за статистику, гувернорат је имао популацију од 172.800 становника. Мухафаза или главни град округа је град Тулкарм.

## Историја
Током османског периода, регион који је касније формирао гувернорат Тулкарм припадао је санџаку Наблус. Као и други региони периферног залеђа Наблуса, био је провинцијски центар, вођен блиском мрежом економских, друштвених и политичких односа између Наблусових урбаних угледника и околине града. Уз помоћ руралних трговинских партнера, ови урбани угледници успоставили су трговачке монополе који су трансформисали аутаркичну економију санџака Наблус у тржиште вођено извозом, испоручујући огромне количине готовинских усева и готових производа на оф-шор тржишта. Повећана потражња за овом робом у урбаним центрима Османског царства и у Европи подстакла је демографски раст и ширење насеља у низинама које окружују санџак Наблус.
Шездесетих година 18. века, као део османског Танзимата, област Вади ал-Шаир (Нахал Шехем) је укључена у нахију Бани Саб. Затим, 1870-их и 1880-их година, Бани Саб је уздигнут на ниво подокруга са својим каимакамом и општинским већем којим управља Тулкарм.

## Места
Гувернорат Тулкарм има 51 локалитет и два избегличка кампа (Камп Тулкарм и Камп Нур Шамс). Доле наведени градови имају преко 1.000 становника.

### Општине
- Анабта
- Атил
- Бала
- Бака аш-Шарикија
- Беит Лид
- Деир ал-Хусун
- Кафин
- Тулкарм